# 기탁금
기탁금(寄託金)은 선거(대통령선거, 국회의원선거, 지방선거)에 출마한 후보가 후보등록할 때 관할 선거관리위원회에 일정한 액수의 금액을 기탁한후 당선여부 및 득표율에 따라 전부 혹은 일부 금액을 반환하거나 국고로 귀속하는 제도이다.
선거에서 각 후보 및 정당들의 무분별한 출마를 방지하기 위해 있다. 그러나 소수정당과 저소득층을 탄압하는 제도라는 비판도 있다.

## 대한민국
기탁금제도의 목적은 후보자 난립의 저지를 통하여 선거관리의 효율성을 꾀하는 한편, 불법행위에 대한 제재금의 사전 확보이다.

### 선거별 기탁금의 액수
- 대통령선거: 3억원
- 국회의원선거
  - 지역구: 1500만원
  - 비례대표: 500만원[3]
- 지방선거
  - 광역자치단체장선거: 5천만원
  - 기초자치단체장선거: 1천만원
  - 광역자치단체의회의원선거: 300만원
  - 기초자치단체의회의원선거: 100만원

### 기탁금의 반환
- 대통령선거, 국회의원선거(지역구), 지방선거
  - 후보자가 당선되거나 사망한 경우와 유효투표총수의 100분의 15 이상을 득표한 경우에는 기탁금 전액
  - 후보자가 유효투표총수의 100분의 10 이상 100분의 15 미만을 득표한 경우에는 기탁금의 100분의 50에 해당하는 금액
  - 예비후보자가 사망하거나 후보자로 등록될 수 없는 경우에는 납부한 기탁금 전액
- 국회의원선거(비례대표) 및 지방의회의원선거(비례대표)
  - 당해 후보자명부에 올라 있는 후보자 중 당선인이 있는 때에는 기탁금 전액.

당선인의 결정 전에 사퇴하거나 등록이 무효로 된 후보자의 기탁금은 제외한다.

## 지역구지방의회의원선거에서의 기탁금 반환 및 보전의 기준 사건
지역구지방의회의원선거에서의 기탁금 반환 및 보전의 기준 사건은 공직선거법 제57조 제1항제1호 등 위헌확인에 대한 대한민국 헌법재판소 판례이다.

### 사실관계
청구인들의 평등권, 공무담임권, 직업선택의 자유, 재산권 및 선거권 등을 침해한다며, 이 사건 헌법소원심판을 청구하였다.

### 이유

#### 평등권
납부한 기탁금과 선거운동을 위하여 지출한 선거비용을 후보자의 득표율에 따라 차등하여 반환 또는 보전하도록 한다는 점에서 평등권과 가장 밀접한 관계에 있으므로, 이 사건에 있어서는 기탁금의 반환과 선거비용 보전의 기회를 제한하는 기준득표율이 과도하여 평등권을 침해하는지 여부가 주된 판단대상이 될 것이다.

#### 공무담임권
선거를 치른 후에 기탁금의 반환과 선거비용의 보전을 제한하는 것으로, 선거 전에 후보자의 공직취임의 기회를 제한하는 것은 아니며 기탁금을 어떤 기준에서 반환할 것인지는 선거 사후의 문제에 해당하므로, 이 사건 법률조항이 공무담임권을 직접 제한한다고 보기 어렵다.

#### 재산권
기탁금과 선거비용을 반환 또는 보전 받을 수 있는 기회에 불과하므로 이는 헌법에 의하여 보호되는 재산권에 해당하지 않는다.

#### 직업선택의 자유
공무담임권에 대하여 판단할 경우 이와 별도로 판단할 필요가 없다.

#### 행복추구권
이와 별도로 판단할 필요가 없다.

#### 선거운동의 균등한 기회 또는 선거운동의 자유
선거비용을 사용함에 있어 위축효과를 줄 수 있다는 가정적인 상황만으로 선거운동의 균등한 기회 혹은 선거운동의 자유를 제한하는 것이라고 단정할 수 없다.

## 판례
- 기탁금제도는 입후보자의 난립을 방지하고 후보자의 성실성을 담보하기 위한 목적과 한국의 정치문화와 선거풍토에 있어서 현실적인 필요성 등을 감안할 때, 필요불가결한 제도이다[4]

- 선거구의 인구수 등을 매 선거 때마다 이를 반영하는 것은 그리 쉬운 일이 아니다. 그렇다면 입법자가 각종 선거의 기탁금의 액수를 정함에 있어 평균적인 선거구의 규모 및 선거마다의 특성 등을 고려하여 각 선거마다 달리 기탁금을 정하되, 같은 종류의 선거에 있어서는 선거구간의 인구수나 경제력 등의 차이를 고려하지 아니하고 기탁금을 일률적으로 균등하게 책정하는 것을 나무랄 수 없다. 따라서 이 사건 법률조항이 법률상 같은 종류의 지방자치단체인 시 도의 장을 선출하는 시도시사선거에 있어서 그 기탁금을 균등하게 5천만원으로 정하였다고 하여 이를 두고 위헌이라고 할 수는 없다[5]

- 고액기탁금의 기탁규정이 후보난립의 방지, 후보자의 성실성 담보 등 합리적인 선거사무의 집행이라는 공적 요구를 위하여 불합리하게 개인의 참정권의 희생을 강요하는 셈이 되어 비례의 원칙에 반하지 않는가 하는 강한 의문을 떨치기 어려운 것이다. 따라서 기탁금의 금액은 필요한 최소한도의 공영비용부담금에 성실성 담보와 과열방지를 위한 약간의 금액이 가산된 범위에 있어서만 헌법상 그 정당성이 인정될 수 있는 극도액이라고 할 것이다[6].

- 기탁금반환의 기준이 너무 높아 이를 충족시키기 어렵다면, 이는 결국 고액의 기탁금과 결합하여 피선거권행사의 위축이라는 효과를 가져오게 되므로 기탁금반환의 기준 또한 입후보예정자가 기탁금을 반환받지 못하게 되는 부담에도 불구하고 선거에 입후보할 것인지의 여부를 진지하게 고려할 정도에 이르러야 하고, 지나치게 그 반환기준이 높아 진지하게 입후보를 고려하는 예정자가 입후보를 포기할 정도로 높아서는 안 될 헌법적 한계를 갖는다[7].

## 참고 문헌
- 헌법재판소 판례 2011.6.30. 2010헌마542
- 정회철, 최근 5년 중요헌법판례, 윌비스, 2014.